# Macrostemum indistinctum
Macrostemum indistinctum är en nattsländeart som först beskrevs av Banks 1911.  Macrostemum indistinctum ingår i släktet Macrostemum och familjen ryssjenattsländor. Inga underarter finns listade i Catalogue of Life.